# بنفشه کالامین
بنفشه کالامین (نام علمی: Viola guestphalica) نام یک گونه از سرده بنفشه است.